# Kantanshi
Kantanshi est une ville zambienne située dans le district de Mufulira dans la province du Copperbelt. Sa population s'élève à 57 044 habitants en 2010.